# International Premier Tennis League
Die International Premier Tennis League (IPTL) war eine internationale Tennisliga, die 2014 und 2015 ausgetragen wurde.

## Entstehung
Die IPTL wurde von Mahesh Bhupathi entwickelt, der sich dabei an der indischen Cricketliga Indian Premier League orientierte. Die Liga sollte insbesondere das gesteigerte Interesse am Tennissport in Asien bedienen. Am 2. März 2014 fand in Dubai ein Entry Draft statt, bei dem aus über 80 Spielern insgesamt 28 Spieler für die vier teilnehmenden Mannschaften gezogen wurden. Zur besseren Vermarktung bemühte sich Bhupathi vor allem um bekannte Größen aus dem aktiven Bereich, aber auch aus der Gruppe der ehemaligen Tennisgrößen. So nahmen bei der ersten Austragung mit Novak Đoković und Serena Williams die aktuellen Weltranglistenführenden teil, ergänzt unter anderem um Roger Federer, Andy Murray oder Marija Scharapowa. Zusagen ehemaliger Profis kamen unter anderem von Pete Sampras, Andre Agassi und Carlos Moyá.
Aufgrund finanzieller Schwierigkeiten wurde die Liga nach 2015 nicht fortgeführt. Inzwischen gibt es auch keine Webpräsenz mehr der IPTL.

## Modus
An der Liga nahmen bei der erstmaligen Austragung vier Länder teil, die mit jeweils einer Mannschaft in Form eines Franchise antraten. Dazu zählten die Vereinigten Arabischen Emirate, Indien, Singapur und die Philippinen. Alle vier Mannschaften spielten in einem Round-Robin-Modus gegeneinander. Jede Begegnung bestand aus fünf Partien, die wiederum aus jeweils nur einem Satz bestehen. Der Satz wurde gewonnen bei sechs gewonnenen Spielen, bei einem 5:5-Gleichstand wurde ein Tie-Break bis sieben gespielt. Die fünf Partien teilten sich in die folgenden Formate auf:
| Partie | Format                |
| ------ | --------------------- |
| 1      | Herreneinzel          |
| 2      | Dameneinzel           |
| 3      | Herrendoppel          |
| 4      | Mixed                 |
| 5      | Past Champions-Einzel |

Für jedes Einzel-Spiel im gespielten Satz erhielt eine Mannschaft einen Punkt. Die Mannschaft, die am Ende die meisten Punkte gewonnen hatte, gewann die Partie. Die Mannschaft, die in der gesamten Begegnung die meisten Einzel-Spiele gewonnen hatte, erhielt vier zusätzliche Punkte. Sollte die unterlegene Mannschaft mindestens 20 Punkte erreichen, erhielt sie dafür einen Bonus von zwei Punkten. Bei einem Punktestand von zehn bis 20 Punkten erhielt die Mannschaft zumindest noch einen Punkt.
In jeder der fünf Partien konnte eine Mannschaft einen sogenannten Power Point ansagen. Der nachfolgende Ballwechsel zählte damit doppelt. Sollte es am Ende der Gesamtbegegnung unentschieden stehen, wurde ein Shoot-out zwischen den Spielern des Herreneinzels gespielt. Der erste Spieler, der zuerst sieben Punkte erreichte, entschied die Begegnung zugunsten seiner Mannschaft.

## Teilnehmer
2014 nahmen vier Mannschaften am Wettbewerb teil, 2015 fünf Mannschaften.
| Land        | Mannschaft                              | Jahre         |
| ----------- | --------------------------------------- | ------------- |
| Philippinen | Manila Mavericks / Philippine Mavericks | 2014 und 2015 |
| V. A. E.    | U.A.E. Royals                           | 2014 und 2015 |
| Indien      | Micromax Indian Aces                    | 2014 und 2015 |
| Singapur    | Singapore Slammers                      | 2014 und 2015 |
| Japan       | Japan Warriors                          | 2015          |

## Ergebnis 2014
|     | Mannschaft         | Begegnungen | S | N | Punkte |
| --- | ------------------ | ----------- | - | - | ------ |
| 01. | Indian Aces        | 12          | 8 | 4 | 39     |
| 02. | U.A.E. Royals      | 12          | 7 | 5 | 37     |
| 03. | Manila Mavericks   | 12          | 6 | 6 | 35     |
| 04. | Singapore Slammers | 12          | 3 | 9 | 24     |

## Ergebnis 2015
Legende: Beg. = Begegnungen, S = Sieg, N = Niederlage, GS = Gewonnene Spiele, VS = Verlorene Spiele, Koeff. = Koeffizient
|     | Mannschaft           | Beg. | S | N | GS  | VS  | Koeff.  |
| --- | -------------------- | ---- | - | - | --- | --- | ------- |
| 01. | Indian Aces          | 11   | 8 | 3 | 278 | 236 | 54,09 % |
| 02. | Singapore Slammers   | 11   | 7 | 4 | 278 | 255 | 52,16 % |
| 03. | U.A.E. Royals        | 11   | 5 | 6 | 264 | 264 | 50,00 % |
| 04. | Philippine Mavericks | 11   | 6 | 5 | 253 | 273 | 48,01 % |
| 05. | Japan Warriors       | 11   | 2 | 9 | 240 | 274 | 46,69 % |